# 2019 en Afrique
Liste d'évènements de l'année 2019 en Afrique, sauf dans les pays ayant leur propre article.

## Événements

### Janvier
- 7 janvier : échec d'une tentative de coup d'État au Gabon[1].
- 10 janvier : la commission électorale proclame Félix Tshisekedi, candidat d'une partie de l'opposition, vainqueur de l'élection présidentielle en république démocratique du Congo, ce que conteste l'autre opposant Martin Fayulu.
- 12 janvier : Julien Nkoghe Bekalé est nommé Premier ministre du Gabon.
- 15 janvier :
  - Laurent Gbagbo et Charles Blé Goudé sont acquittés par la Cour pénale internationale :
  - l'attaque d'un complexe hôtelier de Nairobi (Kenya) fait au moins quinze morts[2] ;
- 16 janvier : début de l'offensive du Fezzan en Libye.
- 18 janvier : Andry Rajoelina prend ses fonctions de président de la République de Madagascar.
- 19 janvier : la Cour constitutionnelle proclame Félix Tshisekedi, candidat d'une partie de l'opposition, vainqueur de l’élection présidentielle en république démocratique du Congo, ce que conteste l'autre opposant, Martin Fayulu.

### Février
- 3 au 6 février : l'armée française bombarde une colonne de rebelles de l'UFR au Tchad.
- 6 février : signature du treizième accord de paix en Centrafrique entre le gouvernement centrafricain et 11 groupes rebelles.
- 19 février : la description d'une nouvelle espèce de chauves-souris du Paléarctique occidental en Afrique du Nord, le Murin Zenati (Myotis zenatius), est publiée.
- 21 février : le Botswana confirme son intention de légaliser la chasse aux animaux sauvages sur son territoire[3].
- 23 février :  
  - élection présidentielle, législatives et sénatoriales au Nigeria.
  - Instauration de l'état d'urgence au Soudan décrété par le président Omar el-Béchir.
- 24 février : élection présidentielle au Sénégal, Macky Sall est réélu.

### Mars
- 10 mars :
  - élections législatives en Guinée-Bissau ;
  - le vol 302 Ethiopian Airlines s'écrase en Éthiopie avec 157 personnes à bord.
- 17 mars :
  - dans la province du Kasaï, en république démocratique du Congo, le déraillement d’un train de marchandises à bord duquel avaient pris place des passagers clandestins fait au moins 24 morts[4] ;
- 18 mars : le cyclone Idai provoque au moins 300 morts au Mozambique et au Zimbabwe, et probablement plus d'un millier de morts au Mozambique (plus de 200 confirmés à l'heure actuelle) où il a détruit à 90 % Beira, la deuxième ville du pays[5],[6],[7]. C'est le cyclone tropical le plus meurtrier de la saison cyclonique 2018-2019 dans l'océan Indien sud-ouest.
- 24 mars : élection présidentielle aux Comores, Azali Assoumani est réélu .

### Avril
- 4 avril : début de l'offensive de Tripoli en Libye.
- 11 avril : au Soudan, le président Omar el-Béchir est renversé par l'armée à la suite d'importantes manifestations.
- 14 avril : en Égypte, le ministre des antiquités Khaled El-Enany présente la tombe de Khououy, noble de l'Égypte antique.
- 14 au 22 avril : le cyclone Kenneth frappe les Comores et le Mozambique.
- 20 au 22 avril : référendum constitutionnel en Égypte.
- 28 avril : élections législatives au Bénin.

### Mai
- 8 mai : élections législatives en Afrique du Sud.
- 14 mai : embuscade de Baley Beri au Niger.
- 19 mai : un attentat à Gizeh (Égypte) fait 17 blessés.
- 21 mai : élections législatives, présidentielle et municipales au Malawi.
- 27 mai : élections législatives à Madagascar.

### Juin
Le mois de juin 2019 est le mois de juin le plus chaud jamais enregistré dans l'Histoire du monde. Ceci se traduit par la canicule précoce en Europe et en Afrique du Nord.
- 3 juin : violente dispersion des manifestants à Khartoum au Soudan.
- 11 juin : au Botswana, la Haute Cour décriminalise l'homosexualité.
- 15 juin au 19 juillet : coupe d'Afrique des nations de football en Égypte, remportée par l'Algérie.
- 22 juin :
  - élection présidentielle en Mauritanie, Mohamed Ould Ghazouani est élu ;
  - une tentative de coup d'État dans l'Amhara au nord-ouest de l'Éthiopie cause des dizaines de morts et les assassinats entre-autres du président de la région d'Amhara Ambachew Mekonnen et du chef d'état-major éthiopien le général Seare Mekonnen, et se termine par une victoire des loyalistes ; le général putschiste ethno-nationaliste Asaminew Tsige est éliminé deux jours plus tard par la police éthiopienne.
- 27 juin : en Tunisie :
  - un double-attentat-suicide contre la police, revendiqué par l’État Islamique, provoque 1 mort chez les policiers et 8 blessés[9] ;
  - quelques heures après, le président Béji Caïd Essebsi doit être hospitalisé à la suite d'« un grave malaise »[10].
- 30 juin : élections municipales au Togo.

### Juillet
- 1er juillet : 1re attaque d'Inates  au Niger.
- 23 juillet : l'ancien président gambien Yahya Jammeh est accusé d'avoir commandité le meurtre du journaliste et opposant Deyda Hydara en 2004.
- 25 juillet :
  - le président tunisien Béji Caïd Essebsi meurt des suites de son malaise du mois dernier, Mohamed Ennaceur le remplace par intérim, l'élection présidentielle prévue pour novembre est avancée au 15 septembre ;
  - naufrage de migrants au large de la Libye.

### Août
- 10 août : En Tanzanie, l'explosion d'un camion-citerne fait une grosse centaine de victimes à Morogoro, dans l'Est du pays[11].
- 17 août : au Soudan, une « déclaration constitutionnelle » est signée entre le Conseil militaire de transition et les Forces de la liberté et du changement[12].
- 21 août : Abdallah Hamdok devient Premier ministre du Soudan.

### Septembre
- 14 septembre : sommet de la CEDEAO, à Ouagadougou. Projets de fourniture d'électricité solaire et de lutte contre le terrorisme[13],[14].
- 15 septembre : élection présidentielle en Tunisie (1er tour).
- 30 septembre : ouverture du Grand dialogue national au Cameroun.

### Octobre
- 4 octobre : clôture du Grand dialogue national au Cameroun.
- 6 octobre : élections législatives en Tunisie.
- 10 octobre : le prix Nobel de la paix 2019 est remis au Premier ministre éthiopien Abiy Ahmed pour ses actions ayant conduit à la résolution de la guerre entre l'Érythrée et l'Éthiopie.
- 13 octobre : Kaïs Saïed est élu au second tour de élection présidentielle en Tunisie.
- 15 octobre : élection présidentielle, législatives et provinciales au Mozambique.
- 23 octobre : élections générales au Botswana.

### Novembre
- 2 novembre :  l'Afrique du Sud remporte la Coupe du monde de rugby à XV 2019 en battant l'Angleterre et devient championne du monde pour la troisième fois.
- 20 novembre : référendum sur la création d'une région Sidama en Éthiopie, La population approuve la régionalisation à une écrasante majorité, plus de 98 % des votants se prononçant en faveur. La gestion du référendum et de ses probables conséquences centrifuges sur le système ethno-centré de l’Éthiopie est considérée comme un test crucial pour la politique d'ouverture démocratique du Premier ministre Abiy Ahmed, en amont des élections législatives de 2020.
- 24 novembre :
  - élection présidentielle en Guinée-Bissau, Les anciens Premiers ministres Domingos Simões Pereira et Umaro Sissoco Embaló arrivent en tête et s'affrontent au second tour[15]. ;
  - un accident aérien à Goma (RDC) fait environ 29 morts.
- 27 novembre :
  - élections municipales à Madagascar ;
  - élection présidentielle et législatives en Namibie, le président sortant Hage Geingob est réélu.

### Décembre
- 1er décembre : en Tunisie, l'accident d'Aïn Snoussi fait 30 morts.
- 4 décembre : un naufrage au large de la Mauritanie provoque la mort d'au moins 62 migrants.
- 10 décembre : seconde attaque d'Inates au Niger.
- 17 décembre : élections municipales au Ghana.
- 29 décembre : élection présidentielle en Guinée-Bissau (2e tour).

### Date à préciser
- entrée en vigueur de la zone de libre-échange continentale africaine.